# Магито, Анжелика
Анжелика Магито (швед. Angelique (Maria Sofia Angela) Magito, 1809—1895) — шведская оперная певица и театральная актриса. Одна из известных провинциальных актрис XIX в.

## Биография
Мария София родилась в Уппсале в 1809 г. Её отцом был итальянец, служивший в артиллерийском полку Свеа (Svea artilleriregemente), она была сестрой Терезы Магито и невесткой Юхана Петера Хоканссона — театральных актёров.
В 1817 г. она была принята на учёбу в Королевскую оперу в Стокгольме, где её преподавателями были Мария Франк и Карл Магнус Крелиус.
Дебют Анжелики состоялся в 1826 г. в Немецкой церкви Норрчёпинга. В дальнейшем она путешествовала по стране с передвижными театральными труппами Карла Вильднера, Эрика Вильгельма Юрстрёма (с 1832 г.), Валлина, Оскара Андерссона (с 1850 г.). Она успешно выступала как певица, когда оперная труппа ставила оперные и лирические произведения. Вначале она исполняла вокальные партии вместо Шарлотты Юрстрём, находясь за сценой, но вскоре ей начали давать самостоятельные партии. Она стала популярной и известной актрисой, и её описывали как рано располневшую красавицу.
У Анжелики было несколько детей от коллег из труппы Юрстрёма. В 1855 г. она вышла замуж за офицера Туре Йервинга и покинула театральную сцену, однако даже будучи замужем продолжала петь на концертах и оставалась популярной певицей.
После смерти мужа в 1883 г. Анжелика попала в богадельню, где и окончила свои дни в 1895 г.